# Analogico

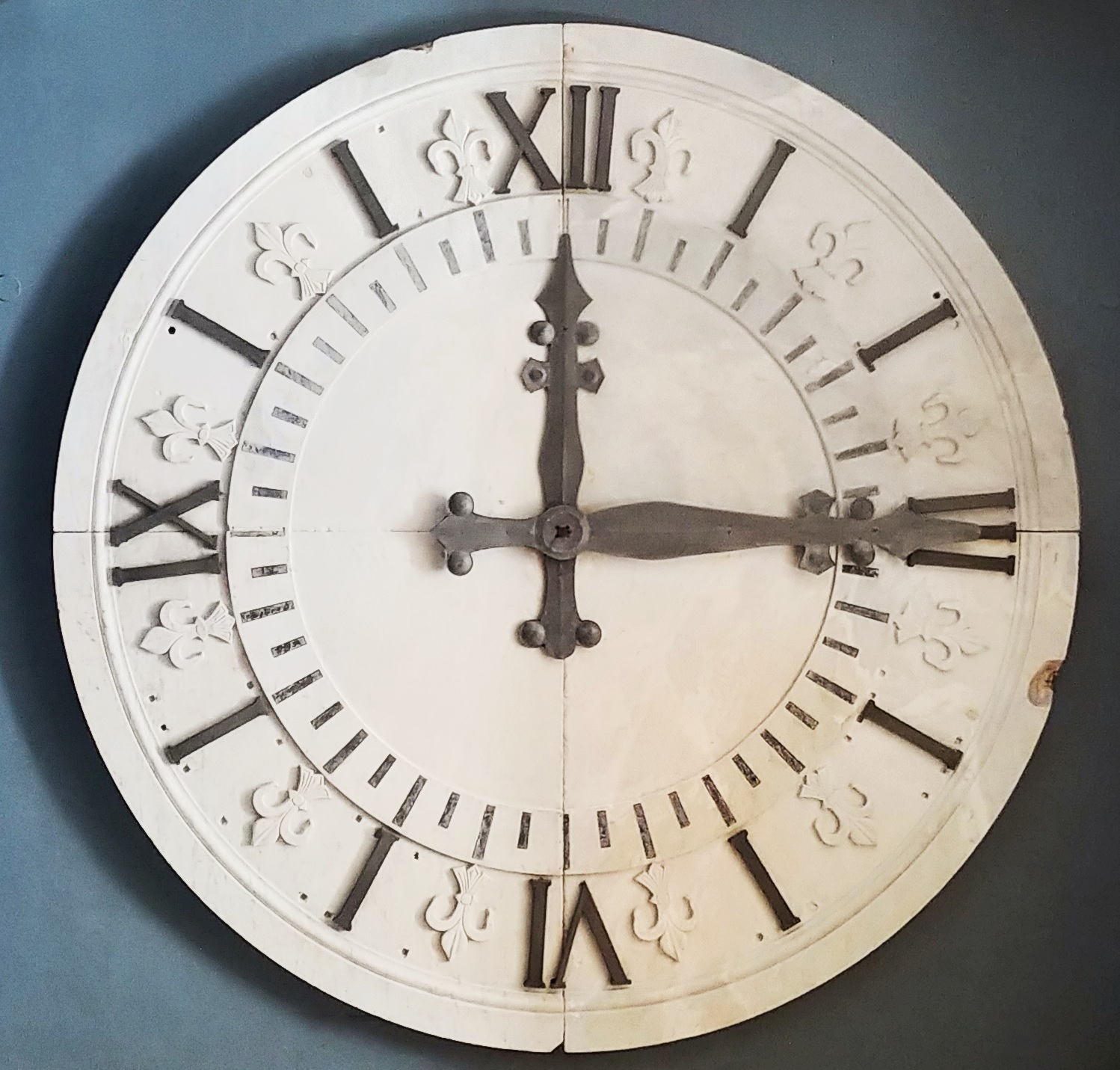
L'orologio a lancette è un esempio di misura analogica del tempo

Analogico è un concetto proprio delle scienze numeriche, che rappresenta una grandezza che può assumere tutti i valori intermedi all'interno di un dato intervallo; si contrappone al concetto di digitale, che rappresenta invece una grandezza che viene espressa senza possibilità di discriminare valori intermedi tra due cifre consecutive.

## Descrizione
La rappresentazione numerica di una grandezza analogica è quasi sempre data da un numero reale (con precisione teoricamente infinita) o da una loro combinazione.
Nella pratica, però, il segnale televisivo o delle schiere di sensori è rappresentato mediante numeri complessi, intesi come coppie di reali.
Esempi:
- secondi (tempo) ↔ angolo della lancetta dell'orologio
- segnale acustico → segnale elettrico  (microfono)
- segnale elettrico → segnale acustico (altoparlante)
- temperatura ↔ altezza in mm del termometro a mercurio

## Significato

### Elettronica
In elettronica indica il modo di rappresentare il segnale elettrico all'interno di una data apparecchiatura (che lavora sotto potenziale elettrico); il segnale è detto analogico quando i valori utili che lo rappresentano sono in stretta "analogia" con il fenomeno che li genera e spesso sono continui (infiniti). Cioè se prendessimo in esame un intervallo spazio temporale A - B (tipo quello rappresentato da un potenziometro ed i suoi relativi valori Min(A) e MAX(B)) si passerebbe da Min a MAX per una infinità di mutazioni elettriche, non numerabili in R (dal latino continuum = congiunto, unito insieme) e ciascuna in diretta "analogia" con la posizione dell'asse del potenziometro. Analogico si contrappone a digitale (=discreto). Analogico significa "continuo", "non discreto".